# Camera dei rappresentanti (Belize)
La Camera dei rappresentanti è la camera bassa dell'Assemblea Nazionale del Belize.